# Aladdin Deck Enhancer
Aladdin Deck Enhancer — модульная система картриджей для игровой приставки NES, разработанная британской компанией Codemasters и выпускавшаяся с ноября 1992 года на территории Северной Америки канадской компанией Camerica. Планировался выпуск 24 игр Codemasters, использовавших формат Aladdin Deck Enhancer, однако из-за низкого спроса на систему ввиду сокращения рынка устаревающей 8-битной приставки было выпущено всего семь.

## Принцип работы
Платы картриджей для NES имели определённый форм-фактор: в каждом из них были такие обязательные компоненты, как микросхема блокировки 10NES, блоки дополнительных ОЗУ, дополнительные мультимедиа-схемы и содержащее код игры ПЗУ. Сооснователю британской компании Codemasters Ричарду Дарлингу пришла идея создать унифицированную платформу картриджа, к которой продавались бы отсоединяемые ПЗУ с кодом игры. Благодаря такой схеме издержки на производство сильно сокращались, а сами игры становились намного дешевле. Пользователю достаточно было приобрести модульную систему, а затем докупать к ней поддерживаемые игры.
Готовая система Aladdin Deck Enhancer имела вид картриджа, который можно было вставлять в североамериканскую и европейскую версию NES, содержала в себе ОЗУ, чип обхода региональной защиты, разъём для установки отдельно продаваемых игр и переключатель для возможности запуска на приставках разных регионов.

## Продажи
Aladdin Deck Enhancer стала доступной для покупки в ноябре 1992 года по цене 40 долларов. Стартовая комплектация Aladdin Deck Enhancer содержала саму модульную систему и картридж с игрой Dizzy the Adventurer. Кроме того, дополнительно можно было приобрести ещё шесть игр по цене около 15-20 долларов каждая. Для сравнения, игры для NES в те годы обычно стоили около 50-60 долларов.
Время запуска системы было выбрано неудачным — консоль NES уже потеряла популярность и уступала первенство консолям следующего поколения — 16-битным Super NES и Sega Mega Drive. Проект обернулся для Camerica финансовой неудачей, от которого компания не смогла оправиться и вскоре обанкротилась. В настоящее время Aladdin Deck Enhancer является коллекционной редкостью.

## Поддерживаемые игры
При старте продаж были доступны семь игр, ещё одиннадцать были анонсированы к 1993 году. Большинство выпущенных игр являются улучшенными переизданиями прошлых игр Codemaster для NES, кроме Dizzy the Adventurer, которая была портированной с домашних компьютеров игрой Dizzy Prince of the Yolkfolk и на полноценном картридже NES никогда не издавалась.
- Big Nose Freaks Out
- Dizzy the Adventurer
- The Fantastic Adventures of Dizzy
- Linus Spacehead's Cosmic Crusade
- Micro Machines
- Quattro Adventure (сборник из четырёх игр: Boomerang Kid, Super Robin Hood, Treasure Island Dizzy, Linus Spacehead)
- Quattro Sports (сборник из четырёх игр: Baseball Pro’s, Soccer Simulator, Pro Tennis, BMX Simulator)

Анонсированные игры:
- Bee 52
- Big Nose the Caveman
- CJ's Elephant Antics
- DreamWorld Pogie
- F16 Renegade
- Go! Dizzy Go!
- Metal Man
- Mig 29 Soviet Fighter
- Stunt Kids
- Team Sports Basketball
- The Ultimate Stuntman